# Македония (улица във Варна)
Вижте пояснителната страница за други значения на Македония.
„Македония“ е улица в град Варна, България, намираща се в квартал Център, район Одесос. В южната и по-стара част на улицата - между булевард „Княз Борис І“ и Морската градина, са съсредоточени много архитектурни паметници.
Улица „Македония“ е създадена през 1888 г., когато получава това име и до днес то не е променяно. Започва от булевард „Приморски“ и завършва при улица „Отец Паисий“. Изграждането ѝ започва в началото на ХХ в., когато с княжески указ е приет генералният план за V градски участък. Сред важните архитектурни паметници на улицата са построената през 1909 г. от арх. Ставри Ставридис в стил сецесион къща на търговеца Щерю Щерев, днес на №14. На „Македония“ № 20 и 22 е издигнат домът на градския главен архитект от началото на ХХ век Димитър Раделия.

## Oбекти
Източна страна
- Католическата църква „Свети Архангел Михаил“[3]

Западна страна
- Национално училище по изкуствата „Добри Христов“
- Руско консулство във Варна